# Eilema lamprocraspes
Eilema lamprocraspis là một loài bướm đêm thuộc phân họ Arctiinae, họ Erebidae.